# Evan Amos
Evan Amos (sinh năm 1983) là một nhiếp ảnh gia trò chơi điện tử chuyên chụp ảnh stock chất lượng cao về máy chơi game console, được anh phát hành trong phạm vi công cộng. Nổi tiếng nhờ vào việc đóng góp những hình ảnh này cho từ điển bách khoa toàn thư trực tuyến Wikipedia, Amos tính đến năm 2015 đang làm việc cho Bảo tàng Trò chơi Trực tuyến Vanamo, một kho lưu trữ kỹ thuật số miễn phí về phần cứng trò chơi điện tử. Vào năm 2018, Amos cư trú tại Brooklyn, Thành phố New York.

## Sự nghiệp
"Khó chịu" trước chất lượng hình ảnh kém của các hệ máy chơi game console trên Wikipedia, Amos quyết định ghi lại các hệ thống này trước khi chúng bị "lãng quên theo thời gian". Bắt đầu từ năm 2010 với hệ máy console Wii của hãng Nintendo, mà anh tình cờ sở hữu, Amos nhanh chóng "cảm thấy nghiện" và bắt đầu lên danh sách mọi máy chơi game console mà anh có thể nghĩ đến. Sau khi đăng một quảng cáo trên Craigslist, Amos đã liên hệ với một nhà sưu tập ở Huntington, Long Island, nơi cho phép anh ta có cơ hội chụp ảnh cả một bộ sưu tập gồm nhiều hệ máy chơi game console khác nhau, bắt đầu từ những hệ máy của Sega và Atari. Anh đã bày tỏ sự "ngạc nhiên" trước sự phổ biến ngày càng tăng của các bức ảnh được cấp phép tự do của mình trên báo in, truyền hình, Internet và các phương tiện truyền thông khác – dù tác giả vẫn hiếm khi được ghi nhận công lao vì những bức ảnh này.
Sau khi mua và chụp ảnh máy chơi game console, Amos đã tặng số ảnh này cho Trung tâm Game Đại học New York và Bảo tàng Chơi game Quốc gia, cho phép anh tiếp cận chúng bất cứ lúc nào nếu cần quay lại.
Amos cũng đã chụp và thêm hình ảnh các món ăn nhanh và kẹo lên Wikipedia, lưu ý rằng anh ta là một "kẻ phàm ăn kinh khủng".